# Не купуй (проєкт)
«Не купуй» (також «Не купуй нічого»; англ. Buy Nothing Project) — це міжнародний проєкт, утворений як глобальне об'єднання груп у місцевих громадах, який заохочує дарування (або переробку) споживчих товарів і послуг (так звані «самоподарування»), на противагу звичайній комерції. Заявлена мета проєкту «Не купуй» полягає в тому, щоб «відкинути модель дефіциту нашої готівкової економіки на користь творчого та спільного розподілу достатку навколо нас». Проєкт почався 2013 року в місті Острів Бейнбридж, штат Вашингтон, як кампанія у Facebook (і зараз існує як у мережі Facebook, так і як окремий незалежний додаток), створивши місцеві групи в США та інших країнах, станом на 2023 рік налічує 7,5 мільйонів послідовників.

## Глобальний і місцевий вплив
На місцевому рівні кожна група проєкту «Не купуй» може внести суттєвий внесок у запобігання утворенню та зменшення відходів, але фактичний вплив місцевих груп проєкту не вимірювався та не досліджувався.
На веб-сайті проєкту зазначається, що оскільки карта груп була заснована на існуючих межах громад у США, а на ці межі вплинули соціально-економічні відмінності та практики, такі як «червоні лінії», карта «почала узгоджуватися з несправедливими межами, включаючи історичні „червоні лінії“, і це узгодження посилило ці несправедливості». Влітку 2020 року проєкт пройшов «капітальний ремонт з рівності» для диверсифікації місцевих груп. Керівниця однієї з них у Міннеаполісі, штат Міннесота, сказала: «Було важко диверсифікувати наші групи, тому що наші групи відображають наші райони, а наші райони в Міннеаполісі в основному сегреговані».

## Організація та цілі
Проєкт «Не купуй» заохочує місцеві громади зосереджуватися на покращенні ситуації в громаді, в якій вони живуть, тримаючи групи невеликими й місцевими, щоб мінімізувати відстань, яку потрібно долати, щоб забрати речі. Відвертої критики споживацтва немає, але цілі проєкту включають економію грошей і зменшення відходів. Співзасновниці проєкту, Ребекка Рокефеллер (англ. Rebecca Rockefeller) і Лісл Кларк (англ. Liesl Clark), кажуть, що це не просто переробка: це спосіб стимулювати економіку дарування і будувати спільноту.
Очікується, що члени дотримуватимуться правил і місії проєкту, хоча деякі групи та лідери груп адаптують правила, щоб вони краще відповідали місцевій громаді, проєкту у якій вони хочуть координувати.
Членство обмежується особами, які досягли повноліття відповідно до законодавства країн, де діє група.

## Виноски
1. 1 2  Walker, Quoron. 'Buy Nothing Project' Pays In Camaraderie. Hartford Courant. Hartford Courant. Процитовано 14 травня 2019.
2. 1 2  About - Buy Nothing Project. buynothingproject.org. Процитовано 19 липня 2023.
3. ↑  Jeff Brady (24 травня 2018). Facebook Project Wants You To 'Buy Nothing' And Ask For What You Need. National Public Radio. Процитовано 11 січня 2019.
4. ↑  'Giving feels good': social media project gets Lamma residents sharing. South China Morning Post (англ.). 29 вересня 2018. Процитовано 7 березня 2019. (необхідна підписка)
5. 1 2 3  The Fine Print: Buy Nothing Project Global Standard Rules. Buy Nothing Project. Процитовано 19 квітня 2021.
6. ↑  O'Loughlin, Margie (24 лютого 2021). Buy Nothing Project. Longfellow Nokomis Messenger. Процитовано 19 квітня 2021.
7. ↑  Wahlquist, Calla (3 січня 2021). Inside the hyper-local world of Facebook's 'buy nothing' groups. The Guardian. Процитовано 4 січня 2021.
8. ↑  Bolt, Annalise. Buy Nothing. Nine News Perth. Nine News Perth. Процитовано 14 травня 2019.
9. ↑  Bond, Casey (28 лютого 2020). 'Buy Nothing' Groups: Stop Spending Money And Just Ask For What You Need. Huffpost. Процитовано 19 квітня 2021.
10. ↑  Нове життя улюблених речей: уривок з книжки «Не купуй нічого, май усе». Блог Yakaboo.ua (рос.). 30 квітня 2021. Процитовано 19 липня 2023.
11. ↑  About. Buy Nothing Project. Процитовано 19 квітня 2021. [W]hether people join because they'd like to quickly get rid of things that are cluttering their lives, or simply to save money by getting things for free, they quickly discover that our groups are not just another free recycling platform. A gift economy's real wealth is the people involved and the web of connections that forms to support them.
12. ↑  Mission & Principles. Buy Nothing Project. Процитовано 19 квітня 2021.